# Illes Crowlin
Les illes Crowlin (Na h-Eileanan Cròlainneach en gaèlic, Crowlin Islands en anglès) és un grup de tres petites illes deshabitada situada al nord-oest d'Escòcia, a les Hèbrides Interiors. Les Crowlin s'estenen entre l'illa de Skye i la península d'Applecross del "continent". Les tres illes són: Eilean Mòr, Eilean Meadhonach i Eilean Beag. Tot i que les restes arqueològiques a Eilean Mòr certifiquen la presència humana ja al Mesolític, aquestes illes estan deshabitades des dels anys 1920. Entre el 1810 i el 1920 Eilean Mòr va acollir moltes famílies expulsades d'Applecross. S'hi establiren gràcies a un acord amb la família propietària de l'illa i hi visqueren de la pesca i l'agricultura.